# 折々のうた
『折々のうた』（おりおりのうた）は、大岡信が1979年1月25日から2007年3月31日にかけて、『朝日新聞』朝刊第1面にて連載していたコラム。また、これをもとにした同名の書籍。日本語（翻訳を含む）の短歌、俳句、漢詩（読み下し）、川柳、近現代詩、歌謡のなかから、毎日1つをとりあげ、それに対する解説を行うというものである。

## 概要
『朝日新聞』の創刊100周年を記念してスタートした。著者によると、前年の暮秋に学芸部から、200字程度のスペースで毎日、詩歌の鑑賞を行うようにとの依頼があったという。これに対して著者は当初、難色を示していたものの、「採りあげる作品を短歌、俳句に限らない」という条件で連載をはじめた。引用する作品は2行まで、解説部分は180字までという制約の中、2年ほど連載しては、1年休載するというペース（2002年〜2003年以後は1年ごとに休載）で続けられた。全6762回。
『万葉集』や松尾芭蕉などの著名な古典はもとより、出版されてまもないもの、小中学生によるもの、時事問題を扱ったもの、他分野の著名人が残したもの、外国人によるものからも選ばれており、その博捜ぶりには定評があった。
新聞のトップに、詩歌についてのコラムが置かれるのは、日本はおろか世界的にも異例のことだったようで、実際、海外の詩人やマスコミからも驚かれたという話を大岡はしている。このようなコラムが可能なのも、日本に短詩型文学の伝統があってこそのことだとも書いている。
連載当時、大岡のもとには、全国の詩歌人から結社誌・同人誌をはじめとする雑誌類が大量に送られていた。なお、採りあげる作品はすべて句集・歌集・詩集から選考され、雑誌から選ばれることはなかった。
また1983年からは『折々のうた 講演会』が年4回行われていた。当初は丸の内の東商ホールでの開催だったが、1984年10月に有楽町朝日ホールがオープンして以降は、朝日ホールに会場を移して2007年7月3日開催分まで全98回行われた。
岩波新書で『折々のうた』全10巻、『新折々のうた』全9巻が刊行された（『折々』、『新折々』シリーズ総索引も各・出版）。著者没後に、岩波新書で選集5冊（俳句は長谷川櫂・和歌は水原紫苑・詩と歌謡は蜂飼耳 編）が刊行された。なお新書版では、評釈部が210字までとなっており、その範囲内で新聞掲載時の文章に手を入れている。
朝日新聞社で『新編折々のうた』として単行版5冊、朝日文庫6冊が刊行。
ジャニーン・バイチマンによる英訳版は、Katydid Press と講談社インターナショナルで、出版されている。

## その他の朝日新聞1面コラム
『折々のうた』の休載期間中には、他のコラムが『朝日新聞』朝刊第1面に掲載されていたことがある。
- 2001年5月1日〜2002年4月30日 - 湯浅浩史『花おりおり』
- 2003年5月1日[6]〜2004年4月30日 - 山岸哲『けさの鳥』
- 2005年5月1日[7]〜2006年3月31日 - 湯浅浩史『花おりおり』

2015年4月1日から、鷲田清一が『朝日新聞』朝刊第1面にてコラム『折々のことば』を連載している。同コラムは『折々のうた』の系譜を受け継いだものとされ、コラム名は『折々のうた』や『花おりおり』にちなむ。